# Gutter Oil

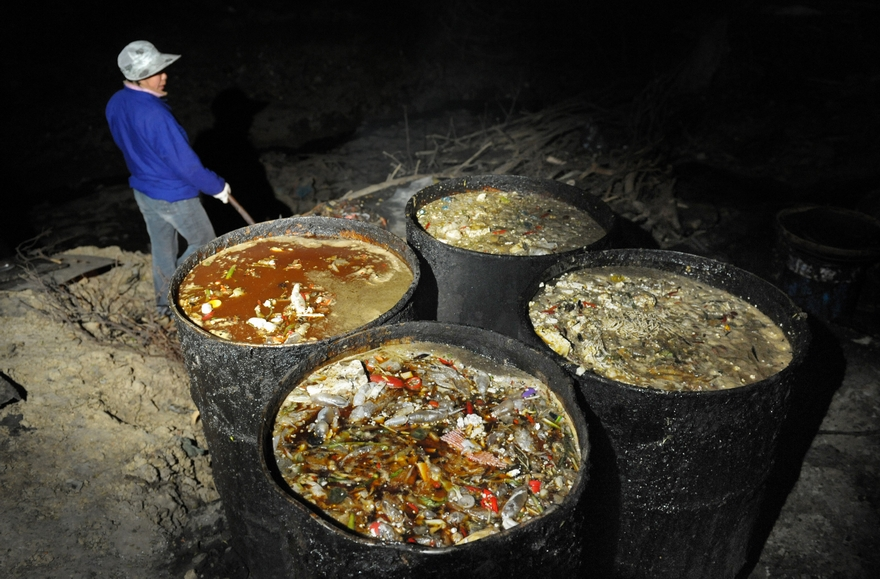
Lebensmittelabfälle aus denen Gutter Oil gewonnen werden kann

Als Gutter Oil (englisch Gutter für „Abflussrinne“ und Oil für „Öl“) wird Speiseöl bezeichnet, das aufgrund mehrfacher Aufbereitung oder der Herstellung aus Abfallprodukten nicht für den Verzehr geeignet ist. Der Begriff prägte sich insbesondere in China, wo der Handel mit gesundheitsschädlichen Speiseölen zu einem der größten Probleme in der Lebensmittelsicherheit zählt.

## Herstellung
Gutter Oil wird aus wiederverwendetem Speiseöl und anderen Abfallprodukten, wie tierischen Fetten (z. B. übrig gebliebene Tierteile, Hühnerfett, Schweinehäute, innere Organe und abgelaufenes Fleisch) gewonnen. In China prägte sich der Begriff Gutter Oil, da die Fettreste häufig aus den Fettabscheidern der Kanalisation bezogen werden. Das Öl wird durch eine Reihe einfacher Verfahren, wie  Mischung, Filtrierung und das Auskochen und Raffinieren dann in minderwertiges, aber billiges Speiseöl umgewandelt.

## Gesundheitsrisiken
Der langfristige Verzehr von Gutter Oil kann lebensmittelbedingte Krankheiten verursachen, da die Öle verstärkt Cholesterin, Transfettsäuren, Schwermetalle und Bakterien, aber auch krebserregende Stoffe wie polycyclische aromatische Kohlenwasserstoffe und Aflatoxine enthalten. Neben der Vergiftung und resultierendem Durchfall und Bauchschmerzen kann der langfristige Verzehr des Öls daher auch zu Magen- und Leberkrebs führen.